# ジノ・グルーバー
ルージェームズ・グルーバー3世（LuJames Groover III, 2002年4月16日 - ）は、アメリカ合衆国ジョージア州イーストポイント出身の野球選手（内野手、外野手）。右投右打。

## 経歴
2023年のMLBドラフト2巡目(全体48位)でアリゾナ・ダイヤモンドバックスから指名された。